# WOMEX

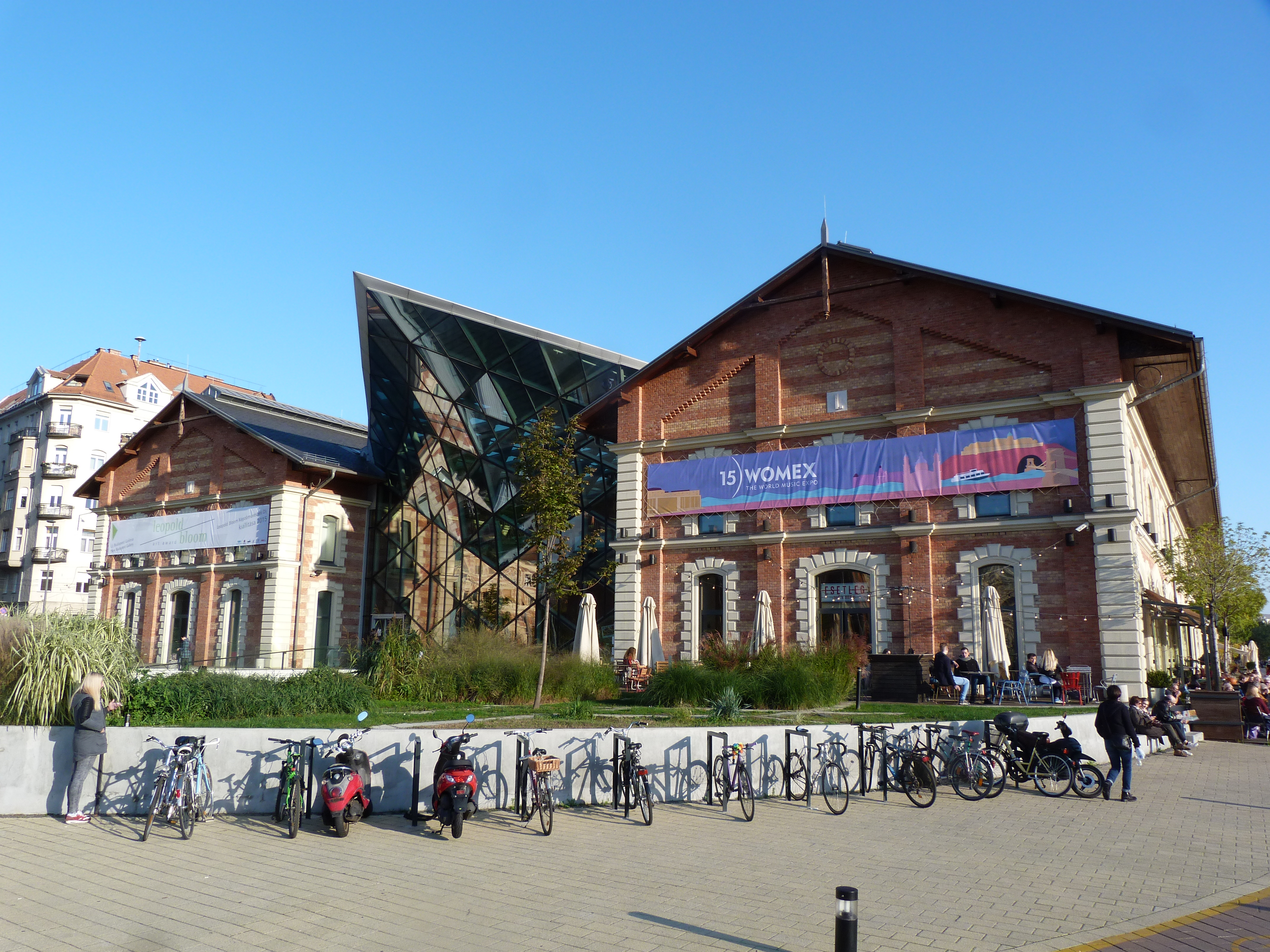
WOMEX à Budapest en 2015.

WOMEX, formé abrégée de World Music Expo, est un projet de soutien et de développement de musiques du monde basé à Berlin, et dont le principal évènement est une exposition se tenant annuellement dans différents lieux d'Europe. Le projet intègre des éléments du commerce équitable, des démonstrations, des visionnages de films, des sessions visant au développement de son réseau et une remise de prix. Les musiciens et leurs labels ont la possibilité de prendre des contacts en vue d'une éventuelle tournée internationale et la distribution de leurs albums.
De 2009 à 2011, Womex se déroulait à Copenhague dans le cadre d'un nouveau partenariat avec la WorldMusicFair Copenhagen, un consortium regroupant le Festival de Roskilde, le Copenhagen Jazz Festival, et l'organisation touristique Wonderful Copenhagen. Parmi les autres lieux où des évènements Womex furent organisés se trouvent : Berlin (1994, 1999, 2000), Bruxelles (1995), Marseille (1997), Stockholm (1998), Rotterdam (2001), Essen (2002, 2004), Newcastle upon Tyne (2005), Séville (2003, 2006, 2007, 2008), Thessalonique (2012), Cardiff (2013), Saint-Jacques-de-Compostelle (2014 et à nouveau en 2016), Budapest (2015) et Katowice en 2017.